# Дархан Ул
Дархан Ул (на монголски: Дархан-Уул) е един от 21 аймаци в Монголия. Административният център на провинцията е град Дархан. Аймакът Дархан Ул е анклав в аймак Селенге.
Площта му е 3280 квадратни километра, а населението – 104 238 души (по приблизителна оценка от декември 2018 г.).
През 1961 г. на територията на провинция Селнге е създаден индустриалният град Дархан, за да намали постоянната миграция към столицата Улан Батор. Новосъздаденият град Дархан става отделна административна единица на пряко държаво подчинение. През 1994 г. от аймак Селенге са отделени 3 сума, които са присъединени към град Дархан, създавайки аймака Дархан Ул. Целта на тази реорганизация е да се прибави площ към разрастващия се град, за да може да бъде поддържан. Почти 80% от населението на аймака живее в град Дархан, който със своите 74 300 души население е 3-тият по население град в Монголия.

## Административно деление
| Сум        | Монголски              | Население (2005) | Площ (km²) | Гъстота (/km²) |
| ---------- | ---------------------- | ---------------- | ---------- | -------------- |
| Дархан *   | на монголски: Дархан   | 74 300           | 103        | 721.4          |
| Хонгор     | на монголски: Хонгор   | 5400             | 2533       | 2.1            |
| Орхон      | на монголски: Орхон    | 3500             | 478        | 7.3            |
| Шарингол * | на монголски: Шарынгол | 9000             | 161        | 55.9           |

* – град